# Mike McDermott
Michael James McDermott, detto Mike (Chicago, 18 gennaio 1893 – Chicago, 19 ottobre 1970), è stato un nuotatore e pallanuotista statunitense.
Come nuotatore ha partecipato ai Giochi di Stoccolma 1912 e di Anversa 1920, dove in entrambe le manifestazioni ha gareggiato nei 200m e 400m rana.
Come pallanuotista ha fatto parte della squadra degli Stati Uniti che ha partecipato ai Giochi di Anversa 1920.